# Collège Sainte-Marie de Montréal
Pour les articles homonymes, voir Collège Sainte-Marie.

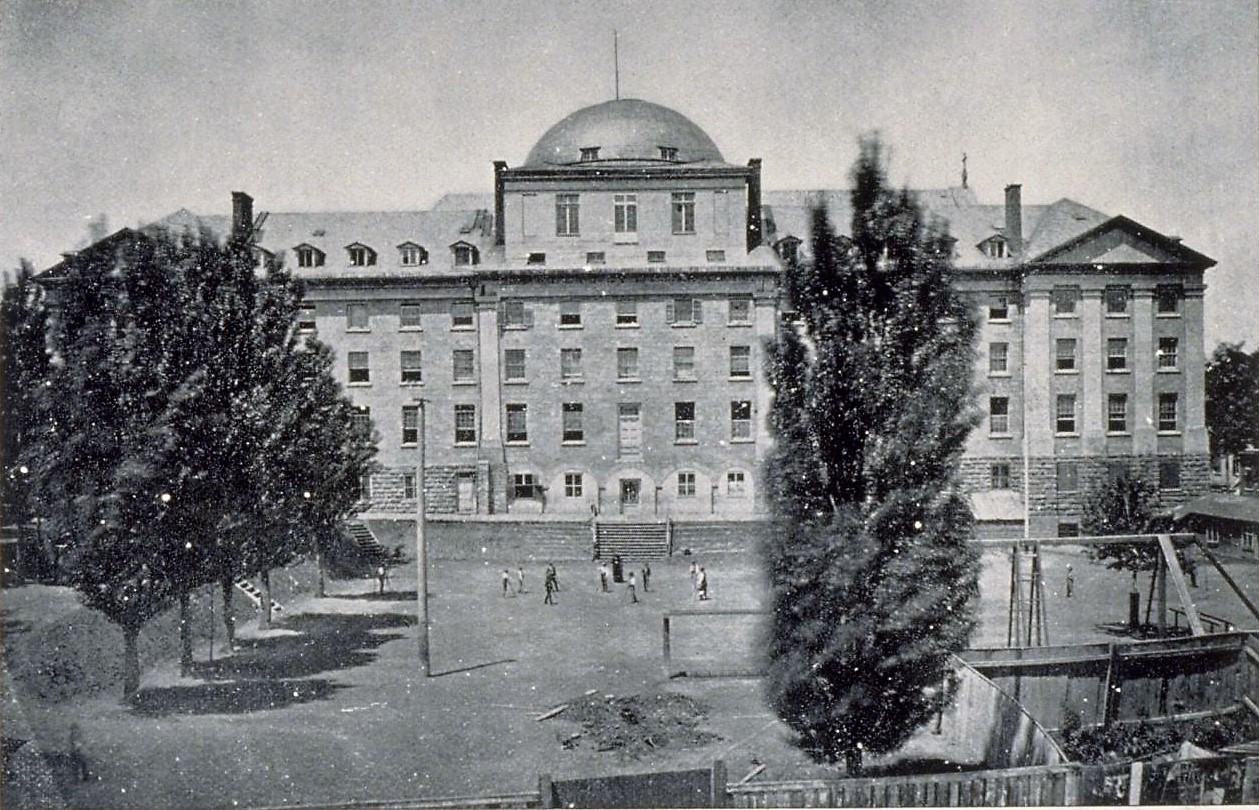
Le Collège Sainte-Marie (1850-1893)

Le Collège Sainte-Marie est un collège jésuite de Montréal (Québec, Canada). Fondé en 1848 il a cessé d'exister en 1969, à la suite de son incorporation au sein de ce qui est devenu l'Université du Québec à Montréal (UQAM).

## Bref historique

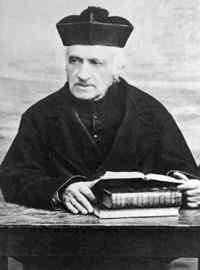
Félix Martin

En 1846, les jésuites désirent fonder à Montréal un collège catholique francophone. L'évêque de Montréal, Mgr Ignace Bourget accueille favorablement leur projet. En 1848, ils achètent un terrain situé au nord du boulevard Dorchester et à l'ouest de la rue Bleury. Les activités du collège débutent cette même année dans une maison de la rue Saint-Alexandre. Le père Félix Martin (1804-1886) en est le premier recteur. La construction du collège en pierre est terminée en 1850.
Le Collège Sainte-Marie ouvre des composantes anglophones à compter de 1889 (le St. Mary's College). Celles-ci se détacheront en 1896 pour former le Loyola College (qui fusionnera en 1974 avec l'Sir George Williams University (en) pour créer l'Université Concordia).
Dirigé par les Jésuites, le collège dispensait le cours classique de huit ans.
Bien que maître de son programme d'études, le collège ne délivrait pas de diplômes lui-même ; ceux-ci étaient décernés par l'Université Laval, puis, à partir de 1920, par l'Université de Montréal, auxquelles il a été successivement affilié. 
À l’aube de la Révolution tranquille, les jésuites proposent de faire fusionner les collèges Sainte-Marie et Jean-de-Brébeuf pour créer le projet d'Université Sainte-Marie, deuxième université francophone en importance à Montréal.  
En 1969, le Collège Sainte-Marie perdra son existence propre en devenant une constituante fondatrice de l'Université du Québec à Montréal. La Révolution tranquille et ses nouvelles philosophies de l'éducation, dont le rapport Parent, marque la fin des collèges classiques et le début d'un nouvel ordre d'enseignement avec les polyvalentes et les cégeps. 

## Église du collège

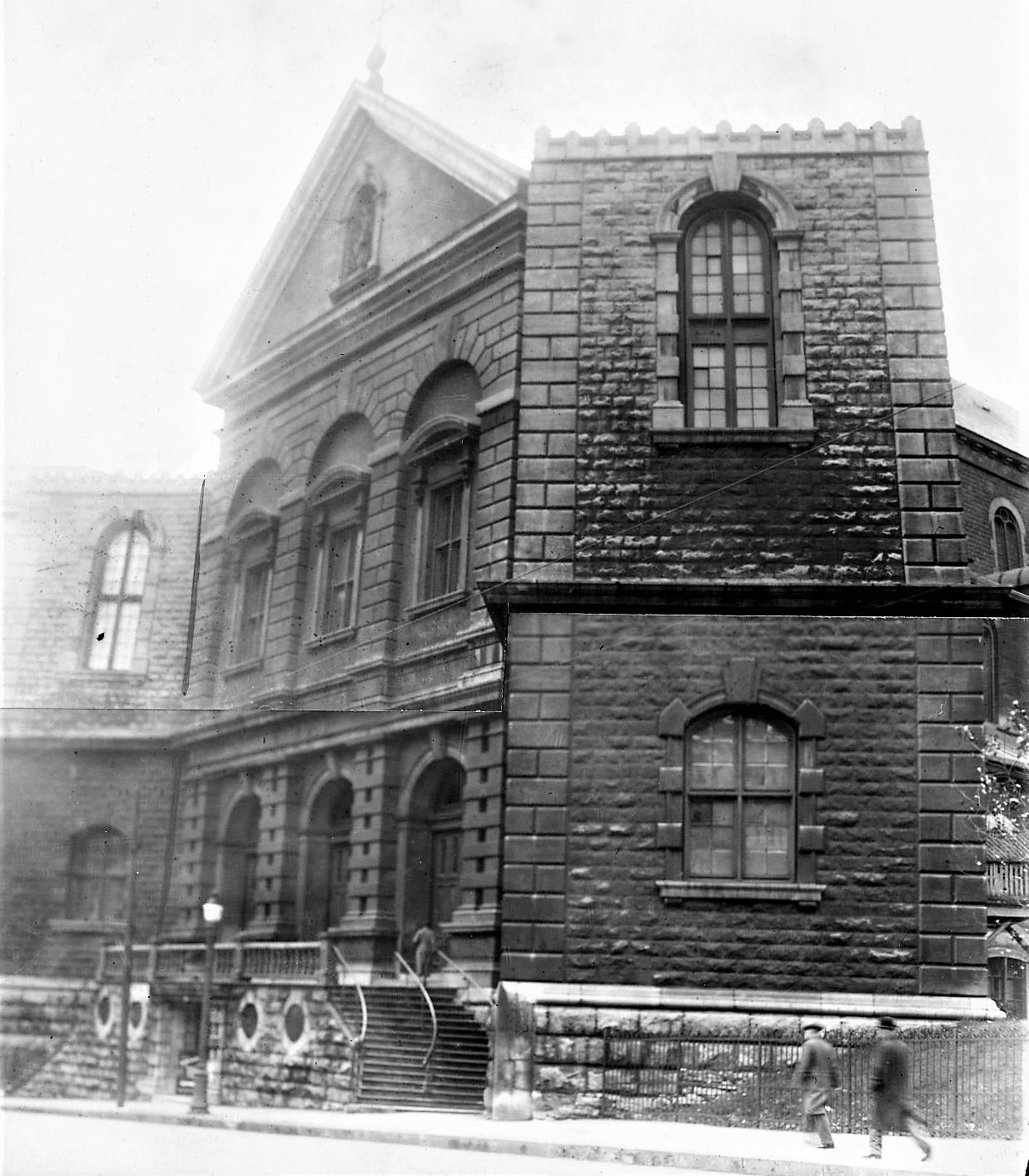
Église du Gesù, 1900

L'un des bâtiments historiques du collège, l'ancienne chapelle, est à présent l'Église du Gesù (baptisée du nom de l'église romaine, où repose le corps de saint Ignace de Loyola). C'est un des bâtiments religieux les plus anciens de Montréal, qui abrite notamment les salles du Gesù, le théâtre le plus ancien de Montréal.

## Bibliothèque du Collège Sainte-Marie
La bibliothèque du Collège Sainte-Marie remonte aux débuts du collège en 1848 et l’aile qu’elle a occupée jusqu'à sa fermeture date de 1893. Placé dans la partie la plus élevée de l’édifice, l’emplacement de la bibliothèque générale (dite des Pères) et de ses collections qui font honneur à l’établissement, attirent l’attention des visiteurs. 23 Pères jésuites se sont succédé à sa direction (1890-1958) jusqu’à son intégration à l’UQAM. Des bibliothèques se sont constituées pour le personnel, pour les élèves (dès 1848) et pour les professeurs (1860). 
La richesse et l’ancienneté du fonds documentaire du Collège Sainte-Marie s’explique par le soin apporté à la bibliothèque qui constitue l’une des traditions jésuites les plus valorisées. Le développement de collections relève à la fois du bibliothécaire et du professeur pour peu qu’il sache s’en servir et la connaitre suffisamment pour recommander de nouvelles acquisitions. Le personnel de la bibliothèque était constitué de bibliothécaires-éducateurs dont la valeur pédagogique était considérable. La bibliothèque est pleinement intégrée à la mission pédagogique des professeurs essentiellement axée sur le raffinement de la langue et la capacité de synthèse. La bibliothèque collégiale dans le contexte de l’enseignement classique jouait un rôle encore plus primordial que dans d’autres modèles de formation secondaire. Fondé sur le Ratio Studiorum, l’enseignement du Collège Sainte-Marie visait à former une élite de laïcs chrétiens nourrie aux humanités gréco-latines et à la philosophie thomiste. La bibliothèque était donc une ressource éducative et apostolique indispensable pour les penseurs de la mouvance jésuite et du cours classique.
La bibliothèque des Archives du Collège Sainte-Marie est en étroite collaboration avec celle générale. Des volumes anciens d’intérêt général s’y trouvent. 
Le départ du Père Girard ainsi que la potentialité d’une nouvelle identité universitaire pour le collège vont accélérer la professionnalisation des services de la bibliothèque dont un véritable service de référence et l’embauche d’une adjointe au directeur de la bibliothèque en 1964.  
Toutes les bibliothèques sont réunies à celle générale avant la fermeture du collège excepté celle de la bibliothèque du Secondaire. À l’aube de devenir une université de langue française, la bibliothèque passe sous la gouvernance d’une société de gestion, le Centre d’éducation Sainte-Marie, avant d’être finalement intégrée à l’UQAM en 1969. 

### Catalogage et classification de la collection
Avant 1958, il est difficile d’estimer le nombre exact de livres de la bibliothèque en raison d’un système de catalogage et de classification déficitaire. Si le catalogage complet de la collection, piloté par George Cartier, débute dès l‘automne 1958, les années 1960 constituent l’époque « du grand ménage ». Des travaux de réorganisations majeurs, dont l’entrée de la classification décimale Dewey qui remplace le système de Lyon, se poursuivront tout au long de la décennie. L'urgence de l’unification de la bibliothèque en véritable bibliothèque collégiale se fait rapidement sentir. La nécessité d’un niveau universitaire au sein de la collection et d’une politique générale concernant le choix des livres est au cœur des discussions.   
Avec les archives, la bibliothèque a un fonds d’ouvrages très anciens et précieux et entre 4 000 et 4,500 volumes sont ajoutés annuellement. Malgré les efforts accrus de catalogage et de classification entrepris dès 1958, environ 10,000 volumes anciens demeurent encore non classifiés en 1966, et donc encore peu accessibles pour les élèves et le personnel.
Il n’existe aucun catalogue exhaustif même en 1969, dernière année d'existence du Collège Sainte-Marie.

## Personnalités
- Adrien Arcand, journaliste et homme politique
- Claude Corbo, ancien recteur de l'UQAM
- Hubert Aquin, écrivain
- Georges Cartier, bibliothécaire
- Joseph-Papin Archambault, éducateur et jésuite
- Hermas Bastien, philosophe
- Guy Berthiaume, historien, bibliothécaire et archiviste
- Adélard Joseph Boucher, musicien et chef d'orchestre
- Robert Burns, avocat et homme politique••••
- Alexis Contant, compositeur et musicien
- Léo Dandurand
- Pierre Dansereau
- Athanase David, avocat et homme politique
- Gonzalve Desaulniers, avocat et écrivain québécois
- Pierre Demers, physicien
- Marcel Dubé, dramaturge et écrivain
- Édouard Garand, éditeur
- Hector de Saint-Denys Garneau, poète et écrivain
- Claude Gauvreau, poète, dramaturge et critique d'art engagé
- Jean-Claude Germain, homme de théâtre et écrivain
- Charles Gill, poète
- Léon-Mercier Gouin
- Pierre Perrault, dramaturge, poète, cinéaste
- Pierre Petel, réalisateur, compositeur
- Louis-Philippe Hébert, écrivain, éditeur et informaticien
- Albert Laberge, écrivain et journaliste
- Lucien L'Allier, ingénieur
- Léo Lasalle, médecin, chercheur
- André Laurendeau, homme politique et journaliste
- Napoléon Legendre, écrivain
- Georges Leroux, philosophe et professeur

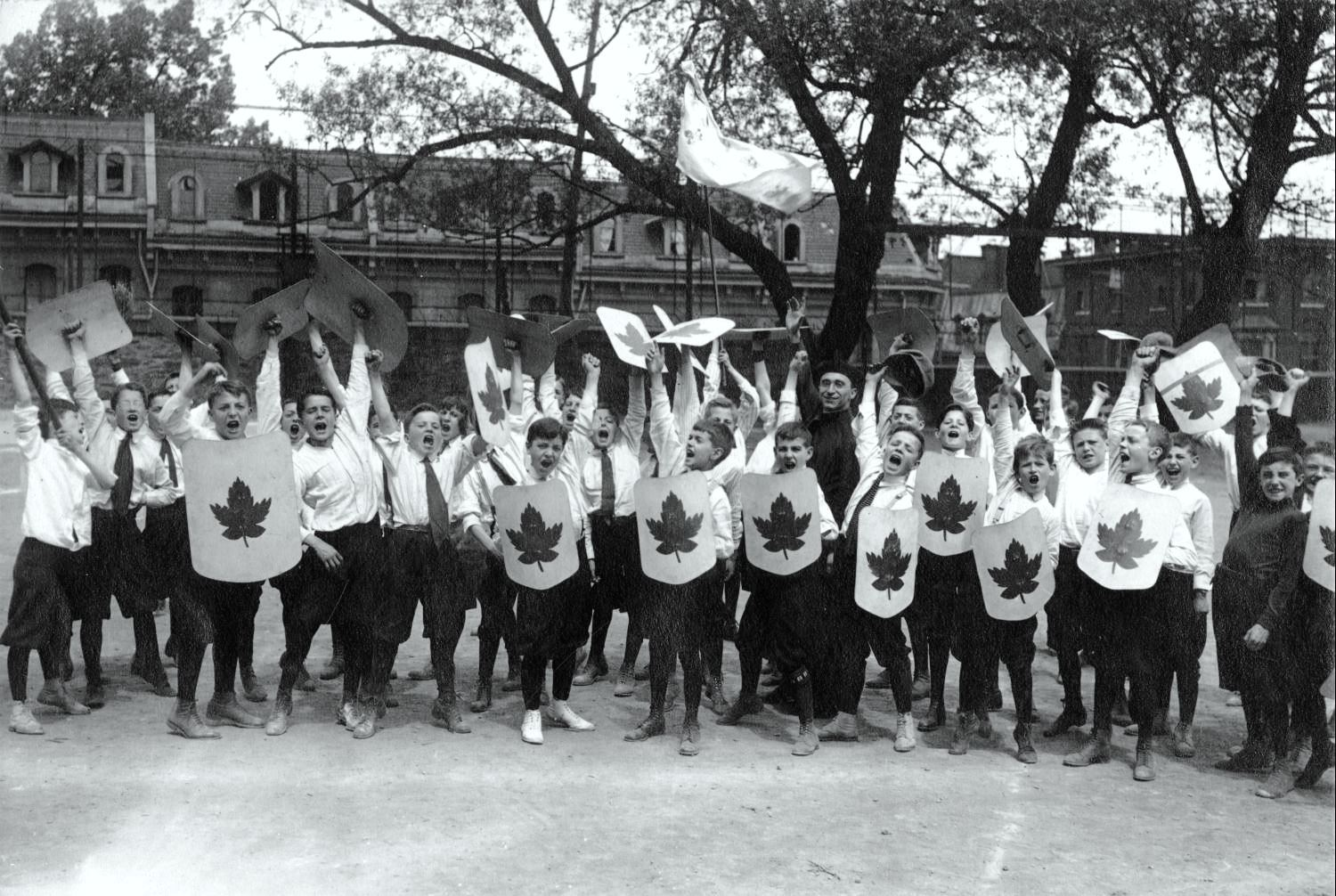
1919. Des élèves dans la cour du collège tenant des boucliers décorés d'une feuille d'érable.

- Édouard Millaire, joueur de hockey des Canadiens de Montréal en 1910
- Denis Monière, politologue
- Raymond Montpetit, muséologue et professeur
- Jean Monty, homme d'affaires
- Émile Nelligan, poète
- Pierre Nepveu, poète et professeur
- Jean Prévost, homme politique
- Michel Proulx, juge
- Michel Rivard, poète et musicien
- Paul Rose, militant indépendantiste, politologue et syndicaliste québécois
- Joseph Royal, homme politique
- Paul Sauvé, homme politique
- Georges-Raoul-Léotale-Guichart-Humbert Saveuse de Beaujeu, homme politique
- Monique Simard, productrice, femme politique
- Henri Tranquille, libraire
- Arthur Turcotte
- Joseph Versailles, financier et maire fondateur de Montréal Est
- Firmin Vignon, professeur et recteur
- Josée Yvon, poétesse